# Prawdziwa zbrodnia
Prawdziwa zbrodnia (tytuł oryg. True Crime) – amerykański film fabularny (thriller) z 1999 roku, powstały na podstawie powieści Andrew Klavana.

## Fabuła
Nowojorski reporter Steve Everett, alkoholik i kobieciarz, dostaje zadania przeprowadzenia wywiadu z Frankiem Louisem Beechumem, więźniem skazanym na karę śmierci, którego egzekucja ma nastąpić 12 godzin po udzieleniu wywiadu. Zaintrygowany rozmową ze skazańcem, Everett zaczyna nabierać podejrzeń co do winy Beechuma i rozpoczyna własne śledztwo, które ma na celu zapobiec egzekucji.

## Główne role
- Clint Eastwood – Steve Everett
- Isaiah Washington – Frank Louis Beechum
- Lisa Gay Hamilton – Bonnie Beechum
- James Woods – Alan Mann
- Denis Leary – Bob Findley
- Bernard Hill – Naczelnik Luther Plunkitt
- Diane Venora – Barbara Everett
- Michael McKean – Reverend Shillerman